# Jack Downing
Jack Downing, född 1940 i Little Rock, Arkansas, död april 1990, var en amerikansk sångare, bosatt i Sverige. Hans riktiga namn var John Jackson LeMar. Med gruppen The Other Side skivdebuterade Downing med singeln "Like A Rolling Stone" 1966. På Downings enda album, Now and Then 1970, medverkade Zal Yanovsky från The Lovin' Spoonful och Kris Kristofferson.

## Diskografi
Album
- 1970 – Now and Then

Singlar
- 1966 – "Like A Rolling Stone"
- 1969 – "Greenback Dollar"
- 1969 – "Open the Door, Richard" (RCA Victor FAS 818)
- 1970 – "The Last Thing On My Mind"
- 1970 – "Branded Man"
- 1970 – "Pretty Miss Mike"
- 1971 – "Will The Circle Be Unbroken"
- 1971 – "La Clase De Palabras"
- 1972 – "After Yesterday Ends"
- 1973 – "Colinda"